# Al Paradise
Al Paradise va ser un programa de televisió emès per Rai Uno durant tres temporades des del 12 de febrer de 1983 fins al 29 de juny de 1985 com a varietats en horari de màxima audiència el dissabte.

## El programa
Els autors i creadors del programa van ser els directors Antonello Falqui i Michele Guardì.
Realitzat al Teatro delle Vittorie de Roma les dues primeres edicions i a l'estudi Dear la tercera, la varietat de l'ambientació de circ es va emetre a la Rai 1 el dissabte 12 de febrer de 1983, conduït per Oreste Lionello (vestit amb una barret vermell, una jaqueta i una corbata del mateix color, una camisa blanca i un parell de pantalons negres en les dues primeres edicions i un cilindre blau clar i jaqueta i corbata del mateix color a la darrera edició) amb Milva (que cantava Cantare e vai, el tema final de la primera edició de 1983), Heather Parisi (qui va cantar Radiostelle, el tema de la primera edició) i Lara Orfei, a qui es va afegir el grup còmic La Zavorra, sis joves humoristes criats al laboratori de Gigi Proietti. Els convidats internacionals en part actuaven i en part i interactuaven amb els conductors asseguts entre el públic (entre molts altres Falcão, Toquinho, Giulio Andreotti, Gianni Agnelli, Dario Argento, Christian De Sica, Sandra Milo, Delia Scala). L'ultima part del programa es dedicava a una fantasia de varietats inspirada en una gran ciutat o un període històric. En ordre: París, Londres, Hollywood, Madrid, Brasil, Belle Époque, Berlín anys 30, Viena Liberty, Broadway, Itàlia.
Atès l'èxit, el programa es va reprendre el 1984 sempre amb la direcció de Lionello recolzada per la debutant Franca D'Amato (amb el pseudònim d'Accademia) dividit en tres cicles de 6 episodis cadascun dels quals va veure el canvi de primera dama i showgirl: Milva i Bonnie Bianco, les bessones Kessler i Sarah Carlson, Mariangela Melato i Elisa Scarrone. Entre els convidats Jerry Lewis, Vivian Reed, Antonello Fassari, Massimo Wertmüller i l'il·lusionista Arturo Brachetti, per les coreografies de Don Lurio. El tema musical del 1984 era Tutti clowns, cantada pel cor Akademia's Sound i també gravada a la cara B del 33 rpm Fantastico Rockfeller de Cinevox.
Una última edició, menys reeixida, va ser finalment realitzada el 1985, amb el tema Sky cantat per Bonnie Bianco. En aquesta edició de varietats, Falqui va reviure el projecte original dels Promessi sposi (al teló titulat Cetra Graffiti), concebut, però mai realitzat, per la Biblioteca di Studio Uno del 1964. Al repartiment apareixien Virgilio Savona (Alessandro Manzoni), Lucia Mannucci (Agnese), Felice Chiusano (don Abbondio), Tata Giacobetti (Fra' Cristoforo), Al Bano i Romina Power (Renzo e Lucia), Gianni Agus (don Rodrigo), Alvaro Vitali (il Griso), Gianni Minà (Azzeccagarbugli), Minnie Minoprio (la Monaca di Monza), Arnoldo Foà (l'Innominato) i Nerina Montagnani (Perpetua) amb referències, en paròdia, totes dins del món de l'entreteniment i mass media, des de Novella 2000 a Sanremo, fins a la varietat contemporània i passada.

## Edicions
| Edicions       | data original de trasmissió | Conductors i/o convidats fixos | Direcció musical | Episodis | Notes |
| -------------- | --------------------------- | --- | ---------------- | -------- | ----- |
| Primera Edició | 12/02/1983 - 30/04/1983     | Oreste Lionello, Milva, Heather Parisi, La Zavorra, Lara Orfei | Gianni Ferrio    | 11       |       |
| Segona Edició  | 11/02/1984 - 23/06/1984     | Oreste Lionello, bessones Kessler, Bonnie Bianco, Maurizio Micheli, Alessandra Panelli, Franca D'Amato, Antonello Fassari                                                                   | Gianni Ferrio    | 18       |       |
| Tercera Edició | 13/04/1985 - 29/06/1985     | Oreste Lionello, Quartetto Cetra, Bonnie Bianco, Lee Anne Loomis (des del tercer episodi substituint Michelle Rudy), Emanuela Giordano, Massimo Wertmüller, Antonello Fassari, Livia Romano | Gianni Ferrio    | 11       |       |